# 舒米哈區

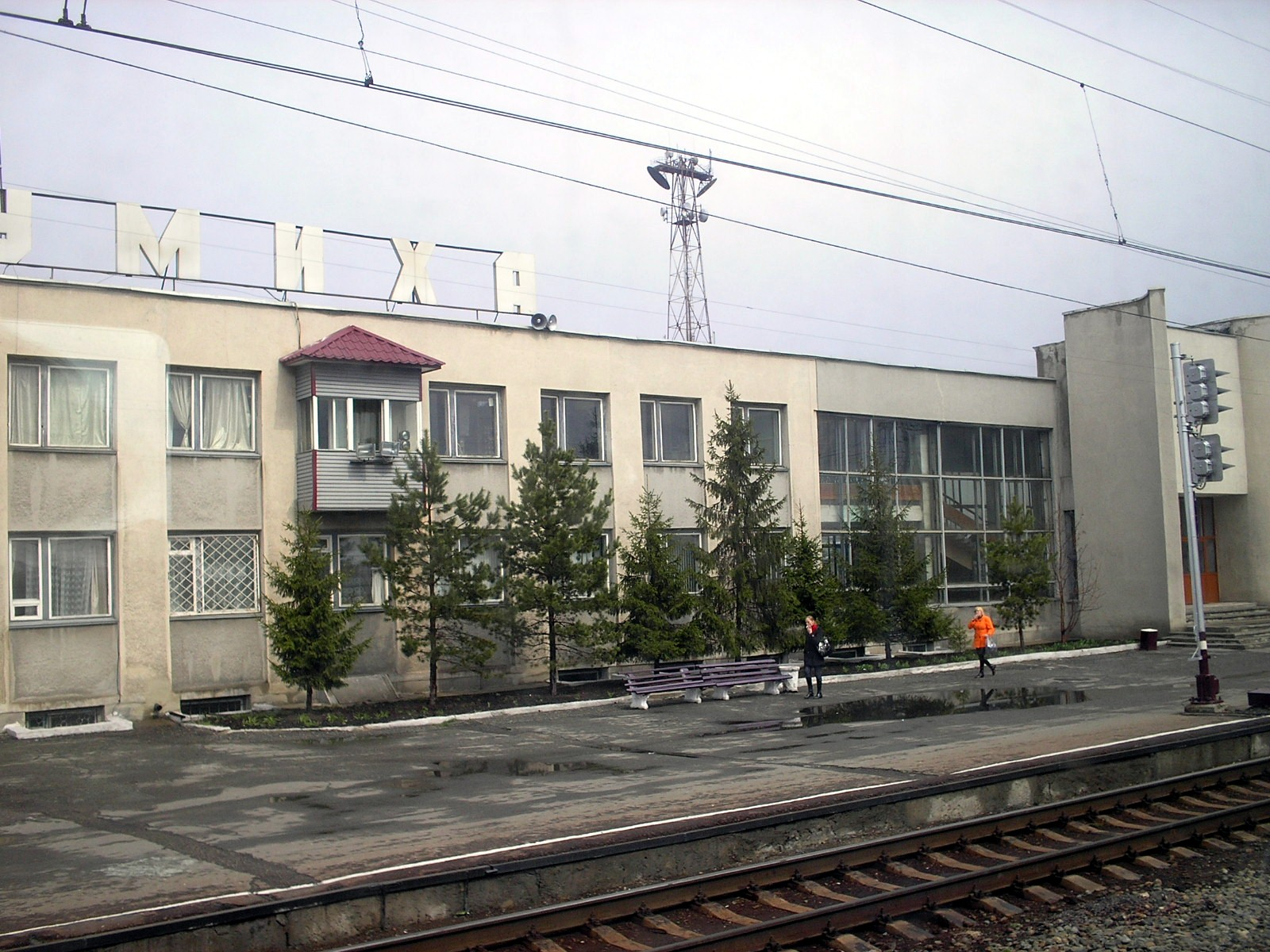

55°14′00″N 63°17′00″E / 55.2333°N 63.2833°E
舒米哈區（俄语：Шумихинский район），是俄羅斯的一個區，位於該國南部，由庫爾干州負責管轄，面積2,809平方公里，2010年該區人口28,499，人口密度每平方公里10.15人。